# X Day
X-Day (彼女たちのエクス・デイ, Kanojo-tachi no X-Day) est un manga psychologique traitant de la condition de vie des étudiants japonais. L'auteur est Setona Mizushiro qui n'est autre que la dessinatrice de L'Infirmerie après les cours. La série est publiée par Asuka dans la collection shōjo. X day est composé de seulement deux tomes édités pour la première fois au Japon en 2002 et en 2004 en France.
L'histoire parle de trois élèves et un professeur qui, déçus par la vie chacun pour des raisons différentes, se retrouvent autour d'un projet commun: faire exploser leur lycée. En parallèle, les relations évoluent entre ce petit groupe de terroristes...